# Iermolaï et la Meunière
Iermolaï et la Meunière est une nouvelle de quatorze pages d'Ivan Tourgueniev parue dans le deuxième numéro de la revue russe Le Contemporain en 1847.  C'est la deuxième nouvelle des Mémoires d'un chasseur.

## Résumé
Le narrateur est parti chasser avec Iermolaï, un serf, guide de chasse à ses heures. Arrivés chez le meunier Sabel Alexéivitch, ils veulent passer la nuit dans la grange. La meunière Arina Timoféievna vient tenir compagnie à Iermolaï. Elle était serve et appartenait à monsieur Zverkov. Elle est maintenant libre : son mari l’a rachetée.
Le narrateur connaît Zverkov et l’histoire d’Arina, camériste de madame Zverkov : elle est tombée enceinte et a été chassée de la maison des maîtres. Elle est maintenant libre et mariée à un brave homme.

## Édition française
- Ermolaï et la meunière, traduit par Ely Halpérine-Kaminsky, dans Récits d'un chasseur, Paris, Éditions Albin Michel, 1893.
- Iermolaï et la Meunière, traduit par Françoise Flamant, Éditions Gallimard, Bibliothèque de la Pléiade, 1981  (ISBN 978 2 07 010980 7).